# 3rd Generation Partnership Project
Pour les articles homonymes, voir GPP.
3rd Generation Partnership Project (3GPP) est une coopération entre organismes de normalisation en télécommunications tels que : l'UIT (union internationale des télécommunications), l’ETSI (Europe), l’ARIB/TTC (en) (Japon), le CCSA (Chine), l’ATIS (en) (Amérique du Nord) et le TTA (Corée du Sud). Il produit et publie les spécifications techniques pour les réseaux mobiles de 3e (3G), 4e (4G) et 5e (5G) générations.
Le 3GPP assure la maintenance et le développement de spécifications techniques pour les normes de réseau de téléphonie mobile :
- GSM et normes 2G et 2.5G associées, y compris le GPRS et l’EDGE,
- UMTS et normes 3G associées, y compris HSPA et HSPA+,
- LTE et normes 4G associées, y compris LTE Advanced et LTE Advanced Pro,
- 5G NR et normes 5G associées, y compris 5G-Advanced,
- IP multimedia subsystem.

3GPP PSS (packet switched streaming) est la partie des normes (à partir de la version 5) qui traite des services audio/vidéo, dont la télévision, sur réseau mobile.
3GPP iMB (integrated mobile broadcast) est la partie des normes (à partir de la version 8) qui traite de la diffusion de la télévision sur les cellules radio des services mobiles 3G et 4G.